# 광전자 공학

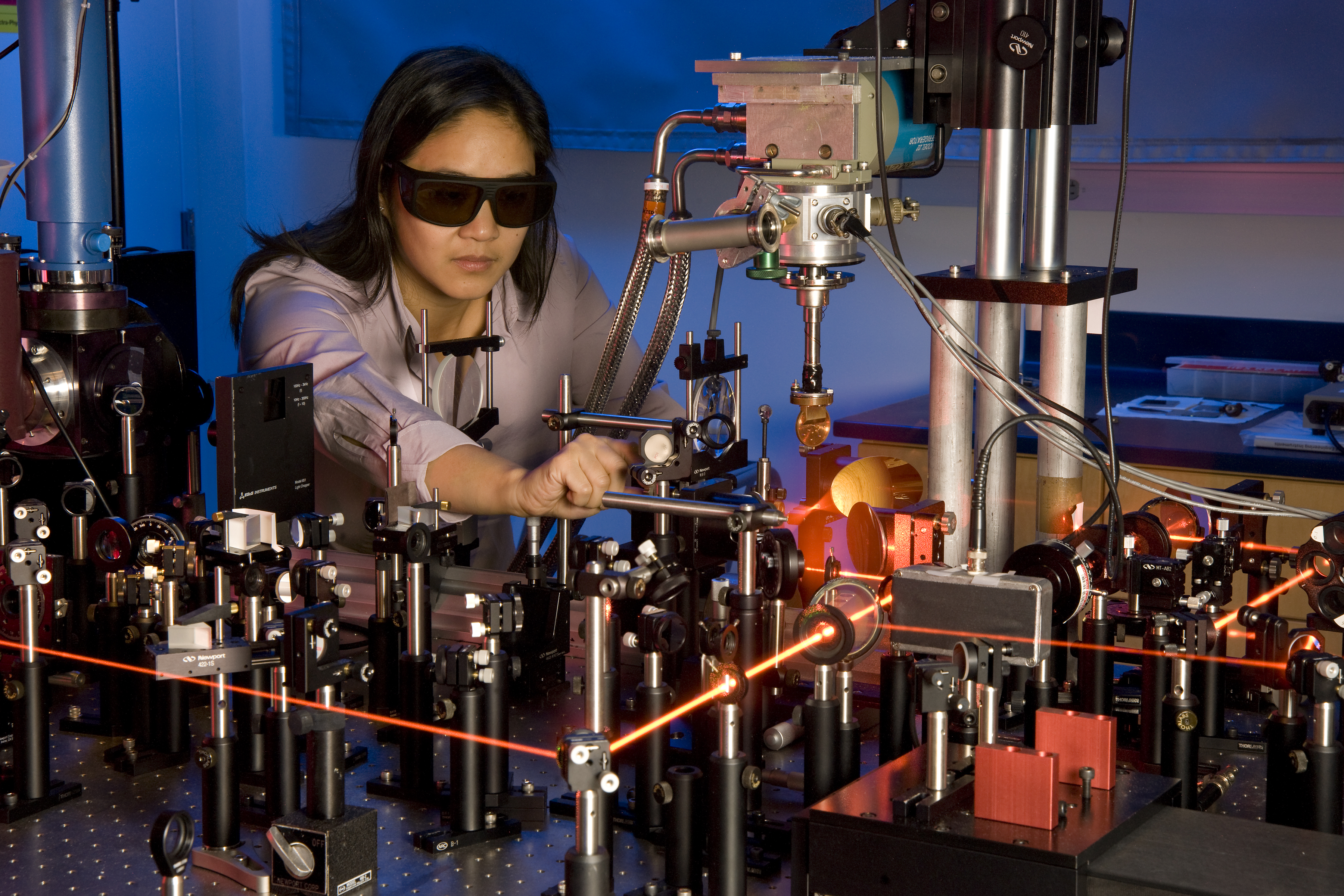

광전자 공학(光電子工學, optoelectronics)은 전자 공학과 광학을 하나로 합친 학문이다. 조명으로 밖에 쓰이지 않은 빛을 연산이나 통신을 이용하는 것이 목적이다.
광학은 물리학에서 전자기학과는 완전히 별개의 학문으로 발전하였으나 20세기 들어 전자와 광자와의 관계가 분명해지면서, 매우 밀접한 관계가 되었다. 이러던 가운데, 여러 광학 소자가 탄생하였다. 광전자 공학에서는 주로 광학 소자를 대상으로 하고 있다. 광학 소자의 경우, 광전지, 포토 트랜지스터, 레이저, 발광 다이오드가 있다.
이러한 광학 소자는 백열전구와 달리 비선형 회로 소자이며, 전자와 광자를 변환하는 소자이기도 하다. 이 공학은 전자와 광자의 장단점을 구분하는 학문이다.

## 광학 소자
- 광전자 공학, 광기전성의 경우
  - 광다이오드
  - 포토 트랜지스터
  - 광전자 배율기
  - 광 집적회로

- 광전도의 경우
  - 포토 레지스터
  - 광전도 카메라 튜브
  - CCD

- 유도 방출의 경우
  - 레이저
  - 반도체 레이저

- 자가 방출의 경우
  - 발광 다이오드

- 빛 방출의 경우
  - 빛 방출 카메라 튜브

## 같이 보기
- 광학
- 전자 공학